# Metanilsäure
Metanilsäure ist der Trivialname für 3-Aminobenzolsulfonsäure, einer chemischen Verbindung aus der Gruppe der aromatischen Amine und einem Derivat der Benzolsulfonsäure.

## Synthese
Metanilsäure kann mit 98 % Ausbeute durch die Sulfonierung von Anilin mit Oleum und Borsäure bei 20–50 °C erhalten werden. Die technische Herstellung geht von Nitrobenzol aus, das zunächst selektiv zu 3-Nitrobenzolsulfonsäure sulfoniert wird. Dem schließt sich eine Béchamp-Reduktion mit Eisen oder eine katalytische Hydrierung an.
Alternativ kann auch Benzolsulfonsäure bei 100 °C nitriert werden, wobei ein Isomerengemisch aus Nitrobenzolsulfonsäuren entsteht, das über die Magnesiumsalze getrennt werden muss. Das meta-Isomere wird dann wie oben zur Metanilsäure reduziert. Dieses Verfahren kommt dann zum Einsatz, wenn gleichzeitig Orthanilsäure gewonnen werden soll.

## Eigenschaften
Metanilsäure bildet farblose Kristalle, die in Wasser und Ethanol wenig und in Diethylether nicht löslich sind.

## Verwendung
Metanilsäure wird bei der Herstellung von Farbstoffen und optischen Aufhellern eingesetzt. Sie ist beispielsweise Diazokomponente bei der Synthese der Azofarbstoffe C.I. Food Yellow 7 und Orange GGN.
Bei der Herstellung von 3-Hydroxybenzolsulfonsäure und 3-Aminophenol wird ebenfalls Metanilsäure als Vorprodukt verwendet.

## Externe Links zu erwähnten Verbindungen
1. ↑  Externe Identifikatoren von bzw. Datenbank-Links zu 3-Hydroxybenzolsulfonsäure:  CAS-Nr.: 585-38-6, EG-Nr.: 209-555-5, ECHA-InfoCard: 100.008.688, PubChem: 11451, ChemSpider: 10967, Wikidata: Q18472695.